# Ethnographie de sauvetage
L'ethnographie de sauvetage est l'enregistrement des pratiques et du folklore de cultures menacées d'extinction, notamment en raison de la modernisation et l'assimilation d'autres modes de vie. Elle est généralement associée à l'anthropologue américain Franz Boas, qui, avec ses étudiants, visaient à documenter les cultures amérindiennes en voie de disparition. Depuis les années 1960, les anthropologues utilisent ce terme dans le cadre d'une critique de l'ethnographie du XIXe siècle et de l'Anthropologie moderne.

## Étymologie
Le terme « ethnographie de sauvetage » a été inventé par Jacob W. Gruber, qui a identifié son émergence chez les ethnographes du XIXe siècle documentant les langues des peuples conquis et colonisés par les pays européens ou les États-Unis. Selon Gruber, l'un des premiers rapports officiels reconnaissant que le colonialisme entraînait la destruction des langues et modes de vie d'autres peuples est le Rapport du Comité spécial britannique sur les Aborigènes (1837).
Gruber cite le discours de James Cowles Prichard devant la British Science Association en 1839, en faisant référence au récit biblique de Caïn et Abel :

« Partout où les Européens se sont installés, leur arrivée a été le présage de l'extermination des tribus indigènes. Chaque fois que les simples tribus pastorales entrent en relation avec des nations agricoles plus civilisées, le moment de leur destruction est proche ; et cela semble être le cas depuis que le premier berger est tombé sous la main du premier cultivateur. Maintenant, comme le progrès de la colonisation s'est tellement étendu ces dernières années, et que les obstacles de distance et de difficultés physiques sont tellement surmontés, on peut estimer que ces calamités, menaçant la plus grande partie de l'humanité, si l'on compte par familles et races, vont s'accélérer dans leur progression ; et il se peut que, dans le courant du prochain siècle, les nations aborigènes de la plupart des parties du monde aient complètement cessé d'exister. En attendant, si les nations chrétiennes ne pensent pas qu'il est de leur devoir d'intervenir et de sauver les nombreuses tribus de leur propre espèce de l'extermination totale, il est d'une grande importance, d'un point de vue philosophique, d'obtenir des informations beaucoup plus étendues que celles dont nous disposons actuellement sur leurs caractères physiques et moraux. Un grand nombre de problèmes curieux en physiologie, illustrant l'histoire de l'espèce, et les lois de leur propagation, restent encore imparfaitement résolus. La psychologie de ces races a été peu étudiée de manière éclairée ; et pourtant cela est nécessaire pour compléter l'histoire de la nature humaine et la philosophie de l'esprit humain. Comment cela peut-il être obtenu lorsque tant de tribus auront disparu, et que leurs pensées auront péri avec elles ? »

## Conservation et art

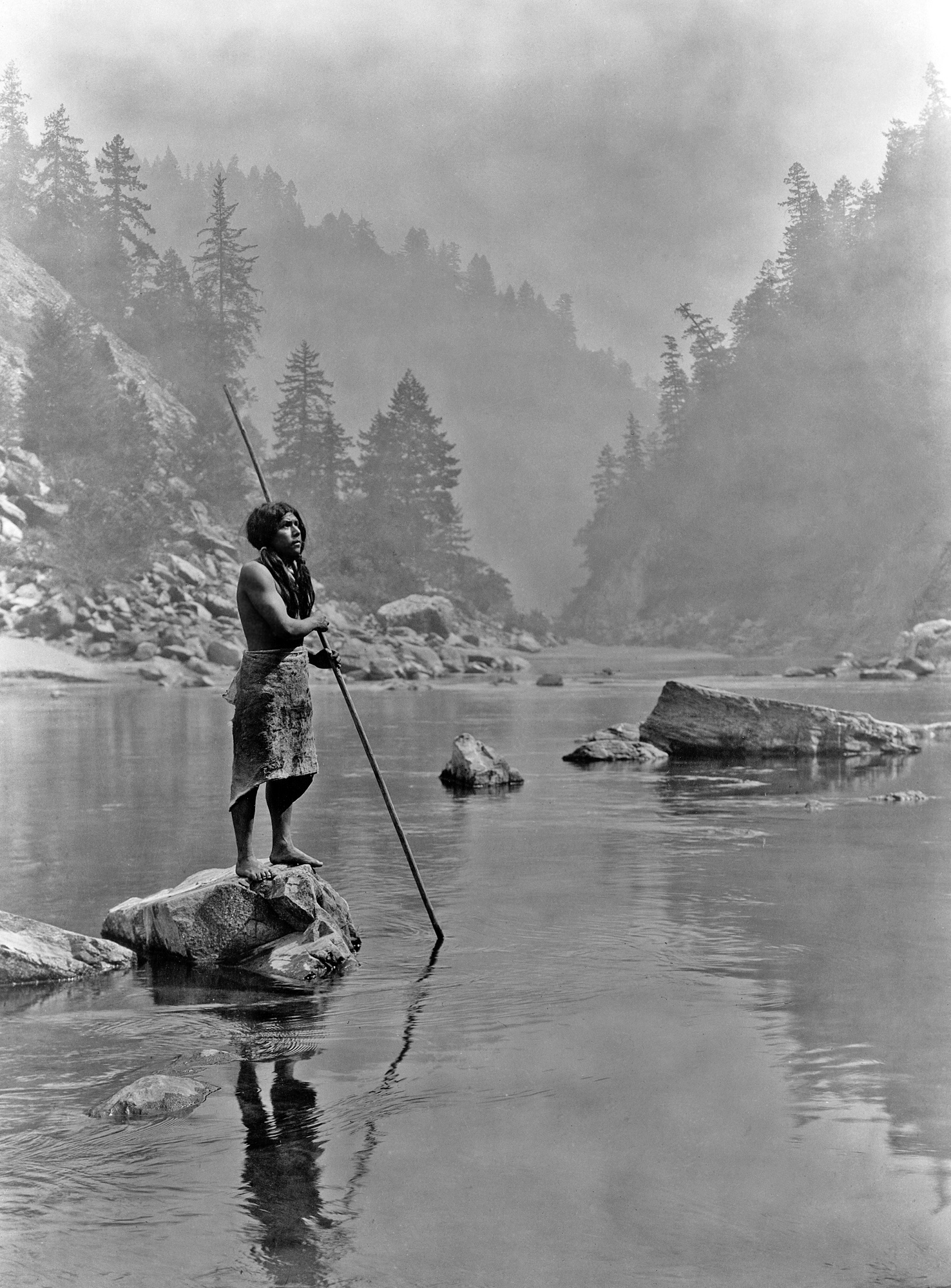
Un pêcheur Hupa. Au début du XX, Edward Curtis a parcouru l'Amérique pour photographier le mode de vie des tribus amérindiennes.

Frances Densmore (1867–1957), une ethnomusicologue influente, a travaillé dans la tradition de l'ethnographie de sauvetage. Densmore a enregistré les chansons et les paroles des Amérindiens dans le but de les préserver de manière permanente. Bon nombre de ses enregistrements originaux, conservés sur des cylindres de cire, sont archivés à la Bibliothèque du Congrès.
Les artistes ont contribué au travail des anthropologues professionnels durant cette période. Le photographe Edward Sheriff Curtis (1868–1952) a été précédé par le peintre George Catlin (1796–1872) dans la tentative de capturer les traditions indigènes nord-américaines qu'ils croyaient en voie de disparition. Curtis et Catlin ont été accusés de prendre des libertés artistiques en embellissant une scène ou en rendant quelque chose plus authentiquement « amérindien ». Curtis note dans l'introduction de sa série sur les Indiens d'Amérique du Nord : « Les informations à recueillir... concernant le mode de vie de l'une des plus grandes races de l'humanité, doivent être collectées immédiatement ou l'opportunité de le faire sera perdue ». 
L'ethnographie de sauvetage a commencé à être appliquée méthodiquement en anthropologie visuelle sous forme de films ethnographiques depuis les années 1950 par des cinéastes tels que Jean Rouch en France, Michel Brault et Pierre Perrault au Canada, ou António Campos au Portugal (début des années 1960), suivis par d'autres (années 1970).
L'ethnographie de sauvetage est souvent enseignée dans les cours de cinéma et d'études médiatiques comme un style de réalisation qui capture l'ancien mode de vie d'une civilisation ou d'un peuple. Le meilleur exemple en est Nanouk l'Esquimau de Robert Flaherty. Dans Nanouk, Flaherty a mis en scène des incidents et des scènes qui ne représentaient pas fidèlement le mode de vie actuel de la tribu inuit, mais plutôt leur « ancienne grandeur ».

### Personnalités associées
- Elias Bonine – photographe américain connu pour ses portraits d'Amérindiens du XIXe siècle.
- George Catlin – peintre, auteur et voyageur américain, spécialisé dans les portraits d'Amérindiens dans l'Ouest américain.
- Edward Sheriff Curtis – photographe et ethnologue américain dont le travail était centré sur l'Ouest américain et les peuples amérindiens.
- Frances Densmore – anthropologue, ethnomusicologue et ethnographe américaine spécialisée dans la musique et la culture amérindiennes.
- Germaine Dieterlen – anthropologue française et élève de Marcel Griaule.